# ناحیه یکه‌سرای
ناحیه یکه‌سرای (به ازبکی: Yakkasaray) یک منطقهٔ مسکونی در ازبکستان است که در تاشکند واقع شده‌است. ناحیه یکه‌سرای ۱۴٫۶ کیلومتر مربع مساحت و ۱۱۵٬۲۰۰ نفر جمعیت دارد.